# Рогатые бычки
Рогатые бычки (лат. Enophrys) — род морских лучепёрых рыб семейства рогатковых отряда скорпенообразных. Эти рыбы водятся в северо-восточной части Тихого океана.

## Таксономия
Enophrys был впервые описан как моновидовой род в 1839 году английским зоологом Уильямом Джоном Свенсоном, единственным и типовым видом которого был Cottus claviger. Этот вид был описан в 1839 году французским зоологом Жоржем Кювье с Камчатки, но позже было установлено, что он является синонимом Cottus diceraus, первоначально описанного Питером Симоном Палласом в 1787 году, также с Камчатки. 5-е издание «Рыб мира» относит этот род к подсемейству Cottinae семейства Cottidae, однако другие авторы относят этот род к подсемейству Myoxocephalinae семейства Psychrolutidae, хотя другие относят подсемейство Myoxocephalinae в составе Cottidae.

## Этимология
У Enophrys есть префикс phrys, что означает «бровь», и en «очень», предположительно отсылающий к толстому надглазничному гребню у типового вида.

## Внешний вид и строение
У рогатых бычков схожие пластинки вдоль боковых линий, а у некоторых видов под боковой линией имеются колючие чешуйки. У них также есть очень длинный и острый шип на верхней предкрышке и острые шипы на носу. Enophrys taurina — самый маленький вид с максимальной зарегистрированной общей длиной 17 см, а самый крупный вид — Enophrys bison, максимальная опубликованная общая длина которого достигает 37 см.

## Распространение
Рогатые бычки встречаются только в северной и восточной части Тихого океана от Японского моря до Калифорнии.

## Виды
На март 2024 года в род включают 4 вида:
- Enophrys bison (Girard, 1854) — Рогатый бычок-бизон
- Enophrys diceraus (Pallas, 1787) — Двурогий бычок
- Enophrys lucasi (Jordan & Gilbert, 1898) — Беринговоморский рогатый бычок
- Enophrys taurina Gilbert, 1914